# سيارة الوطواط

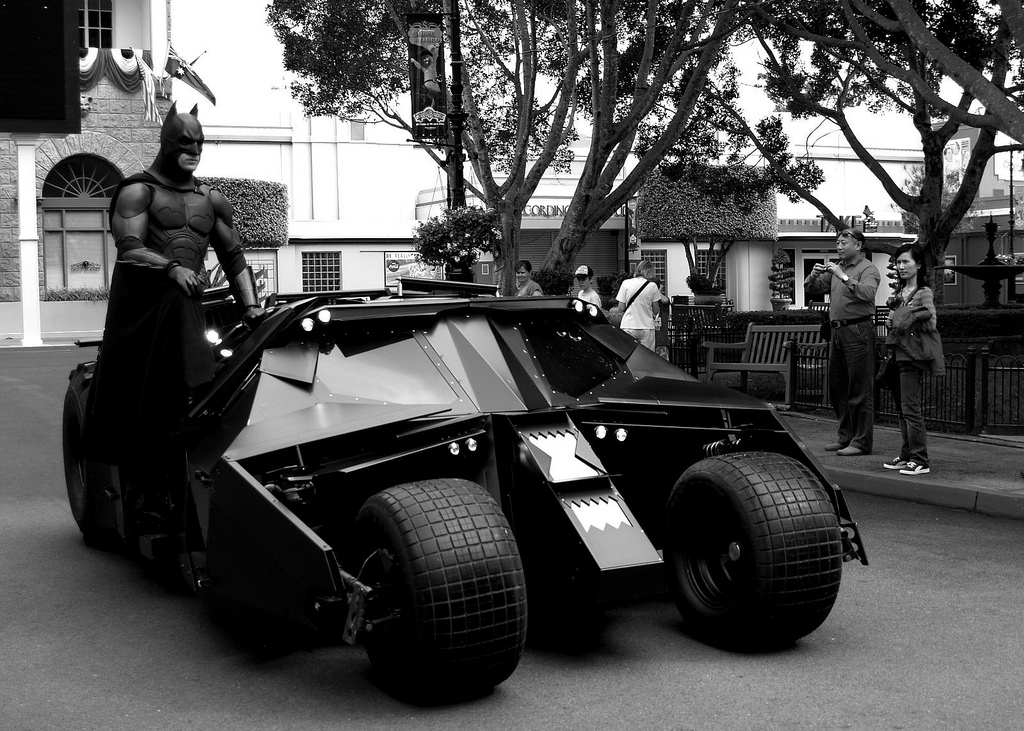

باتموبيل أو سيارة الرجل الوطواط (بالإنجليزية: Batmobile)‏ هي السيّارة الخاصّة بشخصية قصص دي سي المصورة، البطل الخارق باتمان. تطورت السيارة جنباً إلى جنبٍ مع الشخصيّة في الكتب المصورة إلى التلفزيون والأفلام لتعكس تقنيات السيارات المتطوّرة. يحتفظ الرجل الوطواط بسيّارته المُدرّعة والمحمّلة بالأدوات في كهف الوطواط ويصل إليها عن طريق مدخلٍ مخفّيٍّ. يستخدم الرجل الوطواط السيارة في نشاطاته في مكافحة الجريمة.